# Nierembergia browallioides
Nierembergia browallioides là loài thực vật có hoa trong họ Cà. Loài này được Griseb. mô tả khoa học đầu tiên năm 1874.